# Saúl Cepeda Lezcano
Saúl Cepeda Lezcano (Irún, 6 de noviembre de 1976) es un escritor, jurista, gourmand y periodista español.

## Biografía
Licenciado en Ciencia Política y graduado en Derecho, estuvo implicado en el asociacionismo estudiantil en favor de la defensa de la propiedad intelectual en la universidad. Ha sido creativo publicitario, mánager de discotecas y activista medioambiental. En 2006 inventó un nuevo sistema de representación de la hora. Ejerce como abogado y escribe de gastronomía, viajes y temas sociales en medios como On Madrid (El País), Sobremesa y Rolling Stone, habiendo recorrido casi un centenar de países, incluyendo zonas de conflicto como los Balcanes.

## Obra literaria
En 1998, fue el finalista más joven de la historia del Premio de Relatos Antonio Machado, concedido por la Fundación de Ferrocarriles Españoles y bajo la presidencia del jurado de Camilo José Cela. En 2012 publicó el libro de relatos cortos Delitos para llevar, firmando como Saúl, y fue premiado con el XVI galardón José María de Pereda por su novela Previsto. En abril de 2015 se publicó su novela Aforo Completo, inspirada en la experiencia profesional y personal del autor en el mundo de la noche, donde trabajó para el principal acusado en la tragedia del Madrid Arena. En 2017 fue galardonado con el XIII Premio Eurostars Hotels de Narrativa de Viajes por su obra Cuentakilómetros. En 2018, recibió el Premio Ciudad de Getafe de Novela Negra por su novela Agua. En 2021, su novela Antropófago fue reconocida con el Premio Benito Pérez Armas.

## Ensayo
Es coautor del libro Legumbres, semillas nutrientes para un mundo sostenible editado por la Organización de las Naciones Unidas para la Alimentación y la Agricultura para respaldar el Año Internacional de las Legumbres declarado por la  la Asamblea General de las Naciones Unidas, texto publicado en los seis idiomas oficiales de la FAO y distribuido en 194 países. Es coautor del ensayo divulgativo Justicia a escena: ¡acción!, obra coral en la que magistrados, abogados y periodistas apuntan los principales problemas de la justicia en España a través de su relación con distintas películas.

### Relato
- Isla Decepción y otros relatos (En coautoría. Fundación de Ferrocarriles Españoles, 1998. ISBN 978-84-8-867552-1)
- Delitos para llevar (Eba, 2012. ISBN 978-84-940064-0-1)

### Novela
- Previsto (Estvdio, 2013. Premio José María de Pereda. ISBN 978-84-932023-8-5)
- Aforo Completo (Tropo, 2015. ISBN 978-84-96911-84-0)
- Cuentakilómetros (RBA, 2017. Premio Eurostars Hotels de Narrativa de Viajes. ISBN 978-84-9-056877-4)
- Agua (EDAF, 2018. Premio Ciudad de Getafe de Novela Negra. ISBN 987-84-414-3897-2)
- Antropófago (Fundación CajaCanarias, 2021. Premio Benito Pérez Armas. ISBN 978-84-7985-440-9)

### No ficción
- Legumbres, semillas nutrientes para un mundo sostenible (En coautoría. FAO, 2016. ISBN 978-92-5-309172-0 ISBN 978-92-5-109172-2 ISBN 978-92-5-209172-1 ISBN 978-92-5-609172-7 ISBN 978-92-5-509172-8 ISBN 978-92-5-409172-9)
- Viatge al món dels llegums : amb receptes de prestigiosos xefs (En coautoría. Ajuntament de València, Concejalía de Patrimonio y Recursos Culturales, 2017. ISBN 978-84-9-089087-5)
- Justicia a escena: ¡Acción! (En coautoría. Colex, 2019. ISBN 978-84-17618-82-7)

- Pesos y contrapesos: injerencias de la política en la justicia (En coautoría. Colex, 2024. ISBN 978-84-1194-676-6)